# Meryta oxylaena
Meryta oxylaena är en araliaväxtart som beskrevs av Henri Ernest Baillon. Meryta oxylaena ingår i släktet Meryta och familjen Araliaceae. Inga underarter finns listade.